# Depositofaciliteit
De depositofaciliteit is de mogelijkheid die de centrale bank biedt aan de onder haar vallende banken om overtollig kasgeld bij haar te stallen. Over dat geld wordt aan de bank de depositorente (specifieker: depositorente ECB) uitgekeerd.
De depositorente is altijd lager dan de refirente (refirente moet door een algemene bank betaald worden aan de centrale bank, depositorente betaalt de centrale bank aan de algemene bank). 
De depositorente is een korte rente. De bank zal uitsluitend van deze mogelijkheid gebruikmaken voor de zeer korte termijn (één dag), wanneer ze voor die dag te zeer in de plus staat. De bank zal er echter alles aan doen om geen gebruik hoeven te maken van de depositofaciliteit. Wanneer de bank voorziet dat ze langer in de plus zal staan, zal zij dat geld in de markt uitzetten; daar geldt de marktrente, die altijd hoger is dan de marginale depositorente. De depositorente geeft dan ook steeds de ondergrens van de korte rente aan.

## Depositorente ECB
De volgende grafiek toont de ontwikkeling van de deposito- en refirente van de ECB sinds 1999.Vanwege een beveiligingsprobleem met de MediaWiki Graph-software is het momenteel niet mogelijk deze grafiek weer te geven. Zodra de software is bijgewerkt zal de grafiek vanzelf weer zichtbaar worden.